# Euronews
Euronews este un canal de televiziune de știri paneuropean lansat pe 1 ianuarie 1993. Canalul comentează știrile din punctul de vedere european.
Euronews este disponibil în 155 de țări, în 10 limbi străine.
Aproximativ 7,5 milioane de oameni urmăresc zilnic Euronews în întreaga Europă.
În ultimul trimestru al anului 2005, Euronews a fost distribuit în 193 de milioane de gospodării din 121 de țări din toată lumea. Canalul a fost distribuit în 167 de milioane de gospodării europene prin sistemele de televiziune prin cablu, satelit și analogică. Prin comparație, CNN International este distribuit în 119 milioane, BBC World în 73 de milioane, iar CNBC Europe în 69 de milioane de gospodării europene.
Euronews folosește comentariile din studio pentru acompanierea reportajelor și un segment fără comentarii (No comment) pentru reportajele cu un conținut exclusiv vizual. 
Selectat de Comisia Europeană pentru „misiunea informării” dintre șapte candidați, Euronews produce și difuzează simultan programe de știri în mai multe limbi, care privesc atât actualitatea europeană cât și cea mondială. Aproximativ 10% dintre emisiunile postului vizează informațiile și dezbaterile temelor europene. Canalul primește fonduri de aproximativ 5 milioane de euro. Canalul acordă o atenție deosebită subiectelor legate de Uniunea Europeană și mai înainte să primească sus-numitul mandat.

## Conținut
Canalul prezintă emisiuni de știri la fiecare 30 de minute sub titlul Euronews. Între emisiunile de știri sunt emise scurte programe specializate pe noutățile de pe piața financiară și de mărfuri, evenimente sportive, din lumea politică, artistică și științifică, previziuni meteorologice și reviste ale presei. Emisiunile obișnuite sunt întrerupte de transmisiuni în direct sau noutăți absolute. 
Euronews emite în nouă limbi: engleză, franceză, germană, italiană, portugheză, rusă, spaniolă, greacă și maghiară. Această abordare multilingvistică împiedică apariția prezentatorilor de știri, ceea ce duce la ca Euronews să-și acompanieze reportajele cu comentarii din studio. Anumite subiecte apar cu titlul „No comment” și sunt absolut vizuale.

## Istoric și organizare
Euronews a fost format în 1992 la Lyon la inițiativa European Broadcasting Union de un grup de 11 posturi publice europene: 
- CyBC
- ERT
- France Télévisions
- RAI
- RTBF
- RTP
- RTÉ
- RTVE
- TMC
- Yle

EuroNews a început să emită pe 1 ianuarie 1993. 
În 1997, postul britanic de televiziune ITN a cumpărat 49% din acțiunile Euronews pentru cinci milioane de lire sterline. ITN asigură programele canalului Euronews alături de restul acționarilor reprezentați de consorțiul SOCEMIE (Société Editrice de la Chaîne Européenne Multilingue d’Information EuroNews). SOCEMIE este compania care produce efectiv emisiunile canalului și deține licența de emisie. Alături de membrii inițiali, s-au mai adăugat șapte noi membri și coproprietari: 
- CT
- PBS
- RTVSLO
- RTR
- NTU
- SRG-SSR
- TVR
- TV4 (deținător de acțiuni)

În 1999, postul a trecut de la transmisia analogică la cea digitală. În același an a fost adăugată coloana sonoră în limba portugheză, iar în 2001 cea în rusă.
La sfârșitul anului 2005, canalele germane ARD și ZDF au început negocieri pentru a se alătura postului Euronews.
Pe 6 februarie 2006 compania ucraineană NTU a cumpărat 1% din acțiunile consorțiului SOCEMIE.
Euronews emite din 2007 un buletin de știri de 30 de minute în limba română pe al doilea canal al Televiziunii Române (TVR 2) în zilele lucrătoare.

### Disponibilitatea limbii

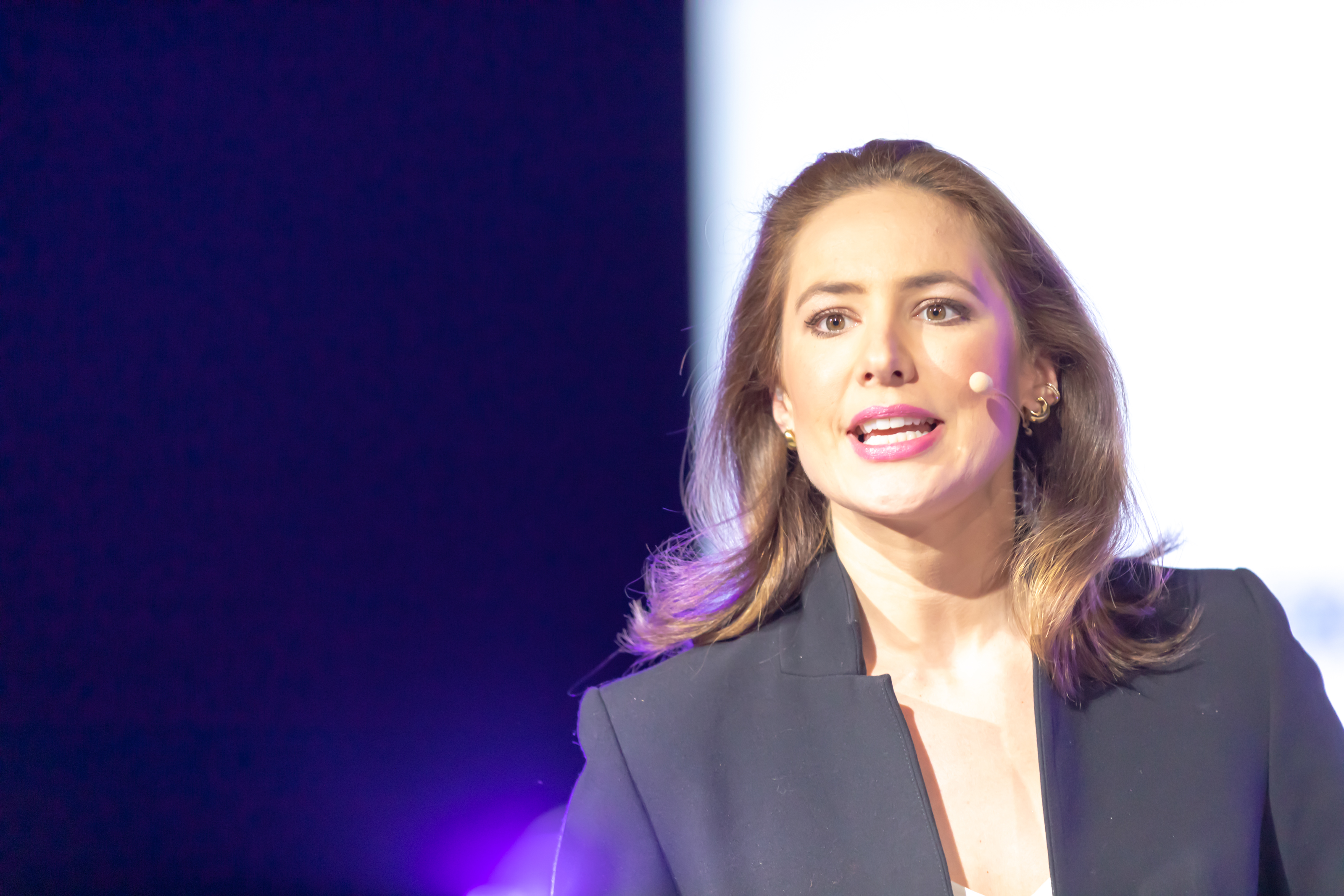
Belle Donati, prezentatoarea emisiunii Good Morning Europe

| #    | Limba      | Lansare                                    | Închidere               |
| ---- | ---------- | ------------------------------------------ | ----------------------- |
| 1    | Engleză    | 1 ianuarie 1993                            |                         |
| 2    | Franceză   | 1 ianuarie 1993                            |                         |
| 3    | Germană    | 1 ianuarie 1993                            |                         |
| 4    | Italiană   | 1 ianuarie 1993                            |                         |
| 5    | Spaniolă   | 1 ianuarie 1993                            |                         |
| 6    | Portugheză | noiembrie 1999                             |                         |
| 7    | Rusă       | septembrie 2001                            |                         |
| 8    | Arabă      | 1 ianuarie 1993 12 iulie 2008 (Relansarea) | 1994 mai 2017 (Doar TV) |
| 9    | Turcă      | 30 ianuarie 2010                           | ianuarie 2018 (Doar TV) |
| 10   | Persană    | 27 octombrie 2010                          | mai 2017 (Doar TV)      |
| 11   | Poloneză   | 16 iunie 2011                              | ianuarie 2012           |
| 12   | Ucraineană | 24 august 2011                             | mai 2017                |
| 13   | Greacă     | 18 decembrie 2012                          |                         |
| 14   | Maghiară   | 30 mai 2013                                |                         |
| (20) | Africanews | 20 aprilie 2016                            |                         |
| 15   | Albaneză   | 21 noiembrie 2019                          |                         |
| 16   | Georgiană  | 31 august 2020                             |                         |
| 17   | Sârba      | 9 mai 2021                                 |                         |
| 18   | Bulgară    | 5 mai 2022                                 |                         |
| 19   | Română     | 25 mai 2022                                |                         |

### Serviciul radio
Pe 2 octombrie 2012, Euronews a lansat serviciul Euronews Radio. Serviciul a fost conceput pentru telespectatorii pentru care "noutatea nu este o opțiune" prin furnizarea directă la canalul TV, segmentul "No Comment" fiind înlocuit cu muzică. Muzica buletinelor deschise este transmisă și pe Euronews Radio. Rapoartele meteo sunt citite de un reporter de sex feminin.

### Africanews
Pe 20 aprilie 2016, filiala franceză a Euronews a lansat o versiune africană a serviciului lor de știri numit Africanews în limba franceză și în limba engleză.

### Euronews România
Canalul TV a început emisia pe 25 mai 2022 în format SD și HD și oferă știri locale, naționale și internaționale în limba română. Emite și in Republica Moldova.

## Locații
Euronews difuzează în principal din sediul său din Lyon, dar întreține și birouri internaționale în scopuri editoriale sau de marketing în Atena, București, Bruxelles, Budapesta, Doha, Dubai, Istanbul, Londra, Paris și Washington D.C.

## Critici
Într-un studiu al Gallup Europe din 2004, respondenții au descris Euronews ca fiind „plictisitor” și "monoton, încet, repetitiv" și au criticat lipsa de reportaje asupra unor noutăți absolute.